# Zoroastrisme
Het zoroastrisme (Perzisch: دین زرتشت, Koerdisch: Zerdeştî) is de inheemse monotheïstische en dualistische religie van Iran die werd gesticht door de profeet Zarathustra (Oudgrieks: Zoroaster). Het zoroastrisme is een van de oudste levende religieuze tradities ter wereld, en is van de 6e eeuw v.Chr. tot en met de 7e eeuw n.Chr. een belangrijke, door de staat gesteunde religie in Iran geweest. Centraal staat het dualistische geloof dat de kosmos en de mens ingeklemd zitten tussen goed en kwaad. Door goede daden steunt de mens de goede schepper Ahura Mazdâ, zodat de wereld gezuiverd wordt. De religie is sterk in invloed afgenomen door de islam.
De zoroastrische filosofie heeft een fundamentele invloed gehad op de theologie en kosmologie van monotheïstische religies of geleidelijk verzoend met andere religies en tradities, zoals het christendom en de islam. Er bestaan nog steeds relatief kleine groepen zoroasters, voornamelijk in Iran en India. De religieuze gebruiken variëren, bijvoorbeeld het tijdstip van de Nav Ruz, de viering van het nieuwe jaar. In Iran vindt het feest plaats op de lente-equinox om de overwinning van het licht op de duisternis te symboliseren. In India viert men het feest in augustus omdat Parsi hun kalenders niet hebben aangepast met schrikkeljaren.

## Benaming
Zoroastrisme is een westerse benaming die opkwam in de 19e eeuw. In de Oudgriekse literatuur is het de Perzische religie. De zoroastriërs verwezen ernaar als de goede religie (weh-dên) of Mazda-religie (Mazdayasna dâenâ) en noemden zichzelf vandaar Mazdayasna. De aanduiding verwijst naar Ahura Mazdâ (heer wijsheid), de goede oppergod binnen de religie. Tegenwoordig spreken volgelingen ook wel van Zarathushti din (zoroastrische religie).

## Vorming van de religie

### Datering
Over de vraag waar en wanneer de religie precies ontstond, bestaat geen consensus. De religie werd ontwikkeld door de profeet Zarathustra. Hij is de vervaardiger van de Gâthâ's in de Avesta, heilige teksten die centraal staan binnen het zoroastrisme. Die teksten zijn opgesteld in het Avestisch, verwant aan het Oudperzisch. Een onmogelijke datering uit de Grieks-Romeinse literatuur is het 7e millennium v.Chr. en de traditionele datering is 588 v.Chr., ook onwaarschijnlijk, omdat het Avestisch in die periode uitstervende was. Dit suggereert dat de Gâthâ's van voor de 7e eeuw v.Chr. zijn, maar van na het vroege 2e millennium v.Chr. Beschrijvingen in de Gâthâ's komen namelijk overeen met archeologische vondsten uit de late bronstijd halverwege het 2e millennium v.Chr. in Centraal Azië, van de Kaspische Zee via Transoxanië tot Afghanistan. Geschat wordt dat Zarathustra rond 1000 v.Chr. leefde.

### Zarathustra
Over Zarathustra (Middelperzisch: Zardukhsht, Zardusht; Nieuwperzisch: Zardosht, "bezitter van veel kamelen") is nauwelijks iets bekend, afgezien van dat hij een priester en dichter was. Vanaf de 6e eeuw v.Chr. ontstond een rijke hagiografie, zodat zijn reputatie als profeet gevestigd en verspreid werd. Die ontstond op grond van informatie uit de Gâthâ's zelf en onder invloed van thema's uit het jodendom en later ook uit het christendom en de islam. De hagiografische verhalen resulteerden in middeleeuwse teksten als de Zardukhsht nâmag of Zardosht nâme (Boek van Zarathushtra) en Dênkard (Religieuze handelingen). De historiciteit ervan is niettemin erg discutabel.
Zarathustra baseerde zich voor zijn leer met bijbehorende rituelen op de proto-Iraanse religie. Zo nam hij de rituele zang (yasht) en de vuurcultus (âtash) in zijn religie op en verhief hij de al bestaande Ahura Mazdâ (Heer Wijsheid) tot oppergod. Hij streefde daarbij monotheïsme na, wat inhield dat traditionele, Iraanse goden zoals Mithra en Anahita werden verworpen of gedemoniseerd als daêva's. In de generaties na zijn dood, vóórdat de religie pan-Iraans werd, werden die wezens en andere aspecten echter weer in de religie opgenomen. Het zoroastrisme bleef veranderen in de loop der eeuwen. Dit komt mede doordat de religie zich langzaam verspreidde over bevolkingsgroepen die een eigen religie hadden en omdat er lange tijd geen religieuze canon bestond. Dergelijke veranderingen worden besproken in afzonderlijke artikels (zie de zijbalk).
Zarathustra was een religieuze hervormer die een systeem bedacht dat devotioneel gezien monotheïstisch maar theoretisch gezien dualistisch was. Hij onderscheidde blijkens de Gâthâ's namelijk de principes van goed en kwaad, asha (orde) en drug (leugen). Het menselijke onderscheidingsvermogen hiervoor werd geleverd door mazdâ (wijsheid) via de goede oppergod Ahura Mazdâ (Oudperzisch: Auramazdâ; Middelperzisch: Ohrmazd; Nieuwperzisch: Hormazd). Uit hem vloeide een kracht voort, Spenta Mainyu (heilige geest; Middelperzisch: Spenâg Mênog). Die deed het scheppingswerk. Ook vloeiden zes abstracte goddelijke krachten uit hem voort als hypostasen: de Amesha Spenta's, die ieder een deel van de schepping verzorgden. Tegenover de orde van Ahura Mazdâ stond volgens Zarathustra Angrin Mainyu ('Kwade Geest'; Middelperzisch: Ahreman; Nieuwperzisch: Ahriman), god van wanorde en het kwaad. De goede en de slechte god kozen voor respectievelijk het goede en het kwade. Ook het menselijke handelen verliep langs dit dualisme. Dit leverde een verklaring op voor de ervaren spanningen tussen orde en wanorde in het leven, benadrukte de keuzemogelijkheid van de mens, en bood hoop op een beter leven in het hiernamaals. De profeet suggereerde tot slot dat de fysieke wereld (gaêthya, gêtîg) voort was gekomen uit een identieke maar geheel spirituele tegenhanger (mainyava, mênôg).

### Pre-islamitische tijd (tot de 7e eeuw)

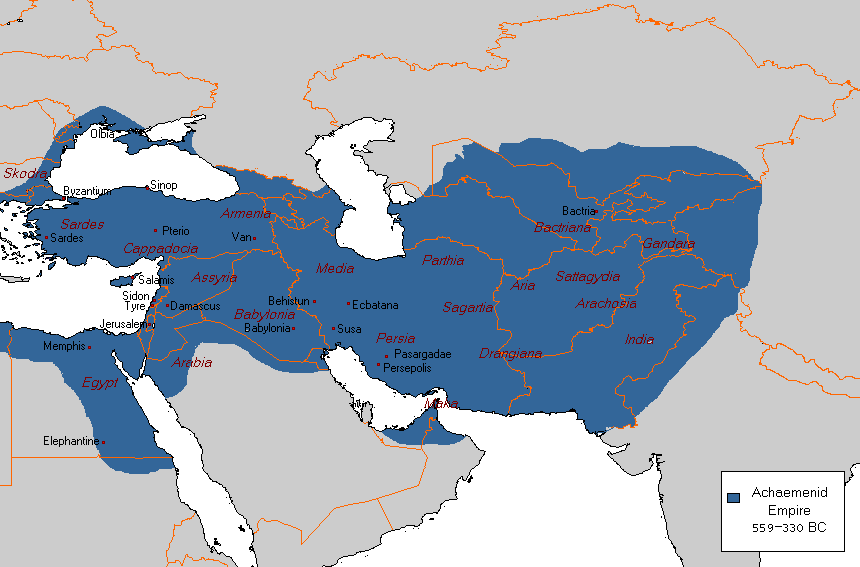
Achaemenidische rijk

Zarathustra slaagde erin een lokale heerser te bekeren, Vishtâspa, die zijn beschermheer werd. Zijn directe volgelingen bleven trouw aan de nieuwe religie en vervaardigden de Yasna Haptanghaitî. Van de ontwikkelingen tot aan het Perzische rijk in de 6e eeuw v.Chr. is erg weinig bekend. Het zoroastrisme verspreidde zich over de proto-Iraanse bevolking, waaronder de Meden en Perzen, maar ook onder Scythen en de niet-Iraanse Elamieten. Het vroegste bewijs daarvoor is Medisch. Er is archeologisch bewijs voor vuurrituelen (âtash) bij hen in de 6e eeuw v.Chr. Herodotus (5e eeuw v.Chr.) vermeldt verder dat bij hen de magi erg belangrijk waren binnen de godsdienst. Die naam werd met de verspreiding van de religie richting het zuidoosten een algemene aanduiding voor de zoroastrische priesters. De magi pasten Zarathustra's leer aan, maakten het priesterschap overerfelijk en sloten vrouwen daarvan uit, omdat hun cyclus onrein zou zijn. Wellicht kenden ze twee rangen: de âtrhavan (vuurpriester) en de zaotar (aanroeper, brenger van plengoffers). Tijdens de Achaemenidische dynastie (559 - 330 v.Chr.) waren zij priesters, zieners en leraren van de adel. Ze zorgden voor de vuurtempels en droegen witte kleding, symbool voor zuiverheid. Witte kleding wordt thans nog gedragen door de priesters.
Het zoroastrisme was over geheel Iran verbreid ten tijde van de Achaemeniden, de Perzische dynastie die het Perzische rijk stichtte. Vanaf Artaxerxes II (404-359 v.Chr.) verschijnen zoroastrische vorsten. Sommigen beriepen zich op het zoroastrisme als legitimering voor hun macht en stimuleerden de godsdienst. In de inscripties van Darius I staat bijvoorbeeld dat de wil van Ahura Mazda Darius' succes verklaarde. Tegen die tijd is het geloof van Zarathustra echter weer vermengd met pre-zoroastrische elementen.
Ten gevolge van Alexander de Grotes verovering van het Achaemenidische rijk rond 330 v.Chr. en het erop volgende hellenistische bewind onder de Seleuciden floreerde het zoroastrisme minder en vond syncretisme plaats. Tussen de 6e en 2e eeuw v.Chr. zetten sommige magi vuurtempels op buiten Iran, zoals Anatolië. Het zoroastrisme bloeide weer op onder het Parthische bewind (253 v.Chr. tot 224 n.Chr). De magi ontwikkelden toen meer rangen en gingen samenwerken met geestelijken van andere religies, zoals het jodendom.

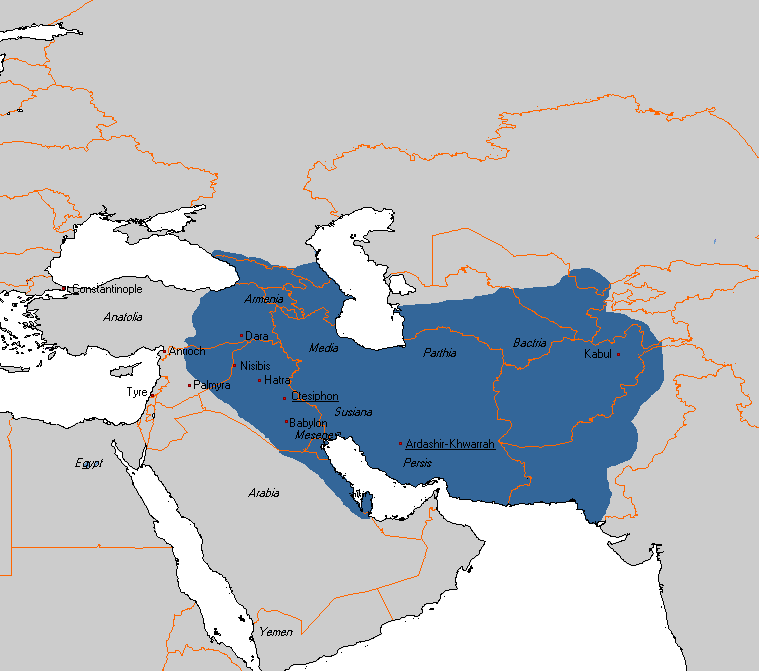
Sassanidische rijk

Ook onder het daarop volgende Sassanidische bewind (224 - 651) bleef het zoroastrisme prominent. Ondertussen had de religie zich verbreid richting Armenië en Centraal-Azië, waar nieuwe varianten ontstonden. Sassanidische vorsten codificeerden de mondeling overgeleverde Avesta, mede als reactie op concurrentie van andere religies, zoals het christendom, manichaeïsme en boeddhisme, die over heilige teksten beschikten. De Sassanidische vorsten beschouwden zich als door Ahura Mazdâ aangesteld. Ze propageerden de religie en versterkten haar in haar macht. Ze stichtten veel vuurtempels, deden schenkingen en vormden een gestructureerde priesterklasse. Die steeg op de sociale ladder. Tegen de 4e eeuw stond aan het hoofd bijvoorbeeld een hogepriester (mowbedân mowbed). Hoewel onder de Sassaniden het zoroastrisme een soort staatsreligie werd, bleef het religieuze landschap in het koninkrijk divers en kwamen religieuze conflicten voor, zoals christenvervolgingen.
In latere bronnen zijn de Achaemeniden goeddeels vergeten, werd Alexander de Grote's verovering als rampzalig beschouwd en worden de Sassanidische heersers geprezen door het versterken van de religie, al worden zij ook verantwoordelijk gehouden voor politiek misbruik ervan.

### Islamitische tijd (vanaf de 7e eeuw)
Vanaf de bekering van de Armeense koning Tiridates (late 3e eeuw) tot het christendom ging het zoroastrisme in die streek achteruit. In de 7e eeuw werd het Sassanidische rijk veroverd door moslimlegers, waarna de islam het zoroastrisme gestaag terugdrong. De islamisering duurde eeuwen, maar in de 13e eeuw waren de zoroastriërs verworden tot een onbelangrijke minderheid, beperkt tot enkele kleine gebieden van Iran.

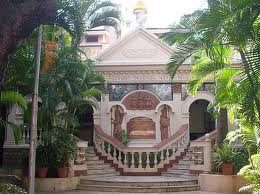
Een vuurtempel van de Parsi

Door verslechterde leefomstandigheden voor zoroastriërs trokken sommigen vanaf de 10e eeuw naar het Indiase Gujarat, waar ze vanaf de 12e eeuw duidelijke gemeenschappen vormden. Deze Parsi ontwikkelden een eigen taal en traditie. De gemeenschappen bloeiden op onder de heerschappij van de Mogols en daarna de Britten. Mumbai werd het centrum van de Parsi, waar ze veel vuurtempels bouwden. De gemeenschap gaat demografisch achteruit door migratie en vergrijzing.
In Iran zelf werden zoroastriërs gediscrimineerd tot aan het eind van de 19e eeuw, zodat hun aantal afnam tot 10.000. Sindsdien is hun positie verbeterd. In verhouding wonen de meesten in de hoofdstad Teheran. De religie is bewust vereenvoudigd, kent minder rituelen, bestrijdt elementen zoals bijgeloof en herinterpreteert elementen, dit alles om de religie acceptabeler te maken. Er bestaat nog steeds een priesterklasse, waarvan de leden mobeds heten, maar hun prestige is afgenomen. Onder invloed van 20e-eeuwse nationalistische bewegingen zijn sommigen het zoroastrisme gaan zien als belangrijk Iraans erfgoed, zodat sommigen zich bekeerd hebben tot de religie.
Het zoroastrisme wordt tegenwoordig actief gepromoot door de organisatie Zarathustrian Assembly. In 2005 zou het aantal zoroastriërs 300.000 bedragen.

## Stromingen
Van oudsher hebben verschillende strekkingen van het zoroastrisme bestaan. Pas onder de moslimheerschappij ontstaat tussen de 9e en 13e eeuw meer eenheid. De meest verbreide stroming was het zurvanisme vanaf de 5e eeuw v.Chr., die een poging inhield om het dualisme te herleiden tot monisme. De stroming stierf in de loop van de middeleeuwen uit. De Parsis hebben in de loop der tijd ook een eigen traditie ontwikkeld, met eigen rituelen en doctrines.
Mithra is een secundaire god voor de Zoroastriërs. Het Mithraïsme verscheen als een onafhankelijke religie in het Romeinse Rijk. De invloed van het zoroastrisme op andere religies, zijn eigen evolutie en zijn gemengde eigenschappen roepen nog steeds discussies op in de wetenschappelijke gemeenschap. In 2012 werd het aantal Zoroastriërs in Iran geschat op ongeveer 111.000. In Iran is zoroastrisme sinds de vroege jaren 2000 een modereligie voor jongeren. Het heeft verschillende bekeerlingen ontvangen. Er is nog steeds een functionerende Zoroastrische tempel van vuur in Teheran.

## Doctrines en mythologie

### Dualisme
Een beginsel in het zoroastrisme is dat er twee kosmische principes zijn, waarheid (asha) en leugen (drug), wat zich vertaalt in licht en duisternis, goed en kwaad. In het verlengde daarvan is er een oppergod, Ahura Mazdâ (heer wijsheid), geassocieerd met de waarheid, licht, leven en het goede. Daartegenover staat Angra Mainyu (kwade geest), die in alles de tegenpool is van Ahura Mazdâ. Daar hebben ze voor gekozen. Beide goden hebben of scheppen een reeks goddelijke of geestelijke wezens, respectievelijk de goede ahura's en de slechte daêva's. Zij leveren altijd strijd met elkaar.

### Kosmogonie en kosmologie
De zoroastrische kosmologie staat niet in de Avesta maar in de Pahlavi-boeken, met name de Bundahishn. 
Ahura Mazdâ woont hoog in de hemel in oneindig licht, terwijl Angra Mainyu in de onderwereld woont, in oneindige duisternis. In de oorspronkelijke leer van Zarathustra brengt Ahura Mazdâ een Spenta Mainyu voort als hypostase, die zijn creatieve kracht vertegenwoordigt en de immateriële, geestelijke wereld (mênôg) schept, met daarin alle geestelijke prototypen van de aardse zaken. Later werden beide goden vereenzelvigd. 
De oppergod en Angra Mainyu raken in conflict en spreken af om gedurende 9000 (of 12.000) jaar strijd te leveren in de materiële wereld. Ahura Mazdâ verlamt Angra Mainyu vervolgens, zodat hij de wereld kan scheppen (gêtîg). Eerst maakt hij de hemel, dan het water en de aarde. De vierde, vijfde en zesde creaties waren de eerste plant, het eerste dier (een stier) en de eerste mens, de androgyne Gayomard. De zevende creatie was vuur, dat de andere creaties doordrong. De wereld was tot dan toe bewegingsloos, en de zon stond stil in de hemel.
Angra Mainyu brak door het stenen hemelgewelf de aardse wereld binnen om daar kommer en kwel te veroorzaken. Water wordt zoutwater. De eerste levende wezens worden gedood.
Toen kwam de kosmos in beweging dankzij het vuur en kwam Angra Mainyu vast te zitten onder het hemelgewelf. Zodoende wisselen dag en nacht elkaar nu af. Water stroomt, zout en zoetwater worden gescheiden. Zes hypostasen van Ahura Mazdâ, abstracte principes met de naam Amesha Spenta’s, beschermen ieder een deel van de materiële wereld. In reactie op dit alles creëert Angra Mainyu een reeks demonen.
De aarde wordt verankerd met de groeiende bergen. Zeeën en rivieren ontstaan uit het meer Vourukasa (Frâhwkard). De regen verdeelt de aarde in zeven delen, met één groot centraal continent (Khvaniratha), met in het midden een grote berg. Om en onder de aarde ligt een grote oerzee. Uit het zaad van de plant, de stier en de mens ontstaan vervolgens allerlei zaken: planten, dieren, metalen en de eerste mensen, Mashya en Mashyana. Ze konden leven dankzij het vuur.

### Eschatologie
Het eerste mensenpaar wordt door de demonen (daêva's) verleid om hen te aanbidden, zodat de mens verdoemd is. De goede en kwade krachten leveren gedurende 9000 jaar oorlog met elkaar op aarde. De aardse wereld is op zichzelf niet negatief, maar is een val voor de boze krachten die alles wat negatief is veroorzaken. Drie verlossers (saoshyant) zullen opeenvolgend geboren worden, met tussenperiodes van duizend jaar, om de aarde stapsgewijs te zuiveren. Uiteindelijk zal Ahura Mazdâ winnen, waarna Angra Mainyu krachteloos achterblijft en de wereld als volmaakt herboren wordt. 
De mens kan met goed gedrag bijdragen aan de zuivering van de wereld. Tijdens het leven van de individuele mens staat deze voor de keuze van goede en slechte daden. Na het overlijden valt het lijk onmiddellijk ten prooi aan demonen en de ziel gaat naar de brug (Avestisch: Cinvat peretav; Middelperzisch: Chinwad puhl) die hemel en aarde verbindt. Hier wordt hij op zijn denken en daden beoordeeld door Mithra, Rashnu en Sraosha. Wegen de goede daden zwaarder, dan volgt de hemel of het paradijs. Zo niet, dan volgt de hel. Beide gelden als fysieke locaties. Wegen goede en slechte daden even zwaar, dan volgt de limbo. Op die locaties verblijft de ziel tot het einde van de tijd.
De laatste verlosser velt een eindoordeel over de mensenzielen. De sterren storten op aarde neer, doen de bergen smelten en in dat gesmolten metaal worden de slechte zielen gezuiverd. Gesmolten metaal zal tevens de hel afsluiten, waar Angra Mainyu en zijn volgelingen in blijven opgesloten. Dan wordt de wereld als volmaakt herboren, stopt de gewone tijd en begint de eeuwige tijd.

## Literatuur

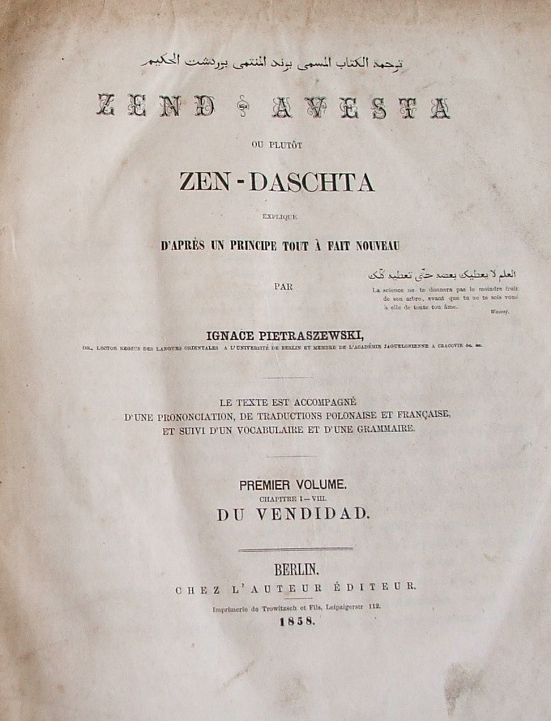
19e-eeuwse uitgave van de Avesta

## Zoroastriërs per land
Hieronder volgt een tabel van het aantal aanhangers van het zoroastrisme van verscheidene landen.
| Land             | Aantal   | Percentage per land |
| ---------------- | -------- | ------------------- |
| India            | 69.000   | 0,006%              |
| Iran             | 25.271   | 0,03%               |
| Verenigde Staten | 11.000   | 0,004%              |
| Afghanistan      | onbekend | niet geregistreerd  |
| Groot-Brittannië | 4.105    | 0,007%              |
| Canada           | 5.000    | 0,014%              |
| Pakistan         | 5.000    | 0,002%              |
| Singapore        | 4.500    | 0,087%              |
| Australië        | 2.700    | 0,012%              |
| Golfstaten       | 2.200    | 0,005%              |
| Nieuw-Zeeland    | 2.000    | 0,045%              |
| Azerbaijan       | 2.000    | 0,022%              |